# Goravci
Goravci su naseljeno mjesto u općini Kupres, Federacija Bosne i Hercegovine, BiH.

## Stanovništvo

### 1991.
Nacionalni sastav stanovništva 1991. godine, bio je sljedeći:
ukupno: 217
- Hrvati - 160 (73,73%)
- Muslimani - 56 (25,81%)
- ostali, neopredijeljeni i nepoznato - 1 (0,46%)

### 2013.
Nacionalni sastav stanovništva 2013. godine, bio je sljedeći:
ukupno: 152
- Hrvati - 140 (92,11%)
- Bošnjaci - 12 (7,89%)

## Vanjske poveznice
- maplandia.com: Goravci